# Solanum pennellii
Espèce
Classification phylogénétique
Solanum pennellii est une espèce de plante de la famille des Solanaceae. C'est une parente sud-américaine sauvage de la tomate domestique, spécialiste des conditions de croissance arides. La séquence de son génome a été déterminée en 2014.

## Synonyme
- Lycopersicon pennellii (Correll) D'Arcy